# Shel Talmy
Sheldon „Shel“ Talmy (* 11. August 1937 in Chicago, Illinois; † 13. November 2024 in Los Angeles) war ein US-amerikanischer Musikproduzent, der seine größten Erfolge in Großbritannien feierte und insbesondere für die beginnende Karriere der Bands Kinks und The Who maßgeblich mitverantwortlich war.

## Anfänge
Der sehbehinderte Talmy besuchte die Fairfax Highschool in Los Angeles, auf der auch Phil Spector, Herb Alpert oder Jerry Leiber eingeschrieben waren. Er studierte schließlich Psychologie an der UCLA. Danach traf er in einem Restaurant mit Gästen aus der Musikszene den britischen Toningenieur Phil A. Yeend, der Talmy in seinen Conway Recorders Tontechnik beibrachte. Yeend, zugleich auch Produzent, hatte in das Studio bis Oktober 1961 noch $ 50.000 an Ausrüstung investiert. Hier arbeitete Talmy als Toningenieur für die Surfbands Mar-Kets (Surfer’s Stomp, Januar 1962) und Castells (Clown Prince, Dezember 1962). Erste Aufnahme als Toningenieur war für ihn Debbie Sharon mit Falling Star (B-Seite von Cruel Way to Be, Dezember 1961). Bei Billy Joe & the Checkmates' Instrumentalhit Percolator (Twist) war er als Toningenieur erstmals an der Entstehung eines kleineren Hits im Dezember 1961 beteiligt (US-Hitparade, Rang 10).
Durch Yeend erhielt er Kontakt zu Nick Venet, dem A&R-Chef bei Columbia Records. Mit zwei musikalischen Referenzen von Venet im Gepäck, flog Talmy am 27. Juli 1962 nach London. Es handelte sich um Aufnahmen, die eigentlich von Nick Venet produziert wurden, nämlich Surfin‘ Safari von den Beach Boys (aufgenommen am 5. August 1961) und There’s Music in the Air von Lou Rawls (August 1961). Venet war es, der den Beach Boys gerade im Juni 1962 einen Plattenvertrag bei Capitol Records verschafft hatte. Diese von Venet produzierten Stücke spielte Talmy dem Produzenten Dick Rowe von der britischen Decca als eigene vor, der begeistert ausrief: „Gottseidank, dass Sie hier sind. Sie beginnen nächste Woche!“ Allerdings wurde er nicht – wie sonst in England üblich – als Produzent angestellt, sondern arbeitete als einer der wenigen unabhängigen Musikproduzenten für Decca Records (wie Joe Meek).

## Erste Produktionen

Alan Freeman & The Talmy Stone Band – Madison Time

Die erste Produktion war im Oktober 1962 die B-Seite Me für Doug Sheldon (A-Seite: Live Now, Pay Later). Es folgte im November 1962 die jazzige und eigentlich attraktive Tanzplatte Madison Time für Alan Freeman & The Talmy Stone Band, einer von Talmy und seinem Produktionspartner Michael „Mike“ Stone geleiteten Formation. Angabegemäß war der Titel einer der schlechtverkauften Platten der Decca-Geschichte. Die A-Seite wird teilweise in Ansageform vom berühmten australischen und für Radio Luxemburg tätigen Diskjockey Alan A. Freeman gesprochen.

The Bachelors – Charmaine

Das 1957 in Irland gegründete Harmonika-Trio Bachelors ließ Decca lange auf den ersten Hit warten. Talmy brachte ihm nach eigenen Angaben zufolge das Singen in seinem Appartement bei, wobei er eine Wohnungskündigung riskierte. Er verwandelte das Trio von einer Harmonika-Gruppe zu einer im Close harmony Vokalstil der Everly Brothers singenden Combo. Das Repertoire wurde auf alte Standards festgelegt, die in Pop-Balladen transformiert wurden. Erstes Ergebnis war der am 10. Oktober 1962 von Shel Talmy produzierte vielgecoverte Klassiker Charmaine, in nur 20 Minuten entstanden. Die Bachelors gelangten nach Veröffentlichung am 26. Januar 1963 erstmals in die britische Hitparade, wo sie als Höchstplatzierung Rang 5 erreichten. Zur Seite stand ihm als Produzent vorerst weiterhin Mike Stone. Es folgte der am 3. Januar 1964 veröffentlichte und ebenfalls aus dem Jahre 1927 stammende Evergreen Diane (produziert von Michael Barcley), der den ersten Rang schaffte und 250.000 Platten umsetzte. Hier produzierte Talmy jedoch nur die B-Seite Stars Will Remember. Es folgten Faraway Places (veröffentlicht am 1. Mai 1963) und Whispering (29. August 1963), während die großen Hits der Bachelors nicht von ihm produziert wurden. Insgesamt produzierte Talmy für die Bachelors 31 Songs.
Talmy überwachte musikalisch bei Decca auch andere Künstler. Cloda Rogers sang unter seiner Regie Sometime Kind of Love (1. März 1963), die Girlgroup Orchids verpasste mit Gonna Make Him Mine (20. September 1963) ebenso die britische Hitparade wie Shel Naylor mit How Deep is the Ocean (1. November 1963). Die Fortunes konnten zwar mit Caroline (1. Januar 1964) gleichfalls nicht die Hitparade erreichen, der Titel wurde jedoch als Erkennungsmelodie des Piratensenders Radio Caroline berühmt. Es folgten weitere Produktionen ohne Chart-Ambitionen mit One Fine Day (Shel Naylor; 3. März 1964), I Like the Look of You (Fortunes; 1. Mai 1964) und Look Homeward Angel (18. September 1964). Goldie & The Gingerbreads ließen von ihm That’s Why I Love You (9. April 1965) produzieren. Talmys Empfehlungen, Georgie Fame und Manfred Mann unter Vertrag zu nehmen, wurden von Decca abgelehnt. Für das Label produzierte er über 130 Titel bis März 1967, allerdings oft in Kooperation mit Mike Stone. Talmy wandte sich von Decca ab und konzentrierte sich auf Pye-Records.

## Kinks

Kinks – You Really Got Me

Die Beatmusik war noch nicht vollständig etabliert, als Talmy im Dezember 1963 ein Demoband der Kinks hörte. Nachdem sie einen Plattenvertrag bei Pye Records erhalten hatten, wurden am 24. Januar 1964 in den Pye-Studios die ersten Aufnahmen unter seiner Studioregie eingespielt. Es entstand die Single Long Tall Sally / I Took my Baby Home. Die am 7. Februar 1964 veröffentlichte Single verfehlte noch die Hitparaden ebenso wie die nächste, aus derselben Aufnahmesession stammende Single You Still Want Me / You Do Something to Me (14. April 1964), ganze 127 Mal verkauft.
Sänger Ray Davies hatte Mitte März 1964 einen Song komponiert, von dem am 18. März im Regent Sound-Studio ein Demo entstand. Am 12. Juli 1964 wurde er in den IBC Studios umgesetzt, wobei eine für die stilistische Fortentwicklung der Beatmusik epochale Aufnahme entstand. Talmy nahm die fünf Noten in zwei Akkorden umfassenden Gitarrenriffs von Dave Davies auf seiner Harmony Meteor-Gitarre verzerrt auf, als die Kinks ihre Eigenkomposition You Really Got Me einpegeln ließen. Sie wurden begleitet von Arthur Greenslade (Piano), Jon Lord (später Deep Purple; Keyboards), Jimmy Page (später Yardbirds und Led Zeppelin; Rhythmus-Gitarre) und Bobby Graham als Sessiondrummer. Talmy war mit dem neuen Schlagzeuger der Gruppe, Mick Avory, nicht zufrieden. Das simple Stück revolutionierte die Rockmusik, denn hieraus entwickelte sich Hard Rock und Heavy Metal. Die Rhythmik basiert auf einem 12-taktigen Blues, das eingängige Riff (F-G, F-G) war an das Stück Louie Louie von den Kingsmen angelehnt. Es wurden lediglich 2 Takes innerhalb einer dreistündigen Aufnahmesession benötigt, das zweite wurde abgemischt. Nach Veröffentlichung am 4. August 1965 erreichte die Single den ersten Rang der Hitparade, Rang 7 der US-Charts und verkaufte weltweit über eine Million Exemplare. Pye entschied sich nach dem Erfolg, die künftigen Studiokosten selbst zu tragen.
Er produzierte alle Singles ab Long Tall Sally (15) und LPs (9) der Kinks bis einschließlich der LP Something Else by the Kinks (15. September 1967), danach endete sein Produktionsvertrag mit der Gruppe. Unter den Hits befand sich noch der Millionenseller Tired of Wating for You (Rang 1; Endabmischung am 29. Dezember 1964) sowie der Ohrwurm Sunny Afternoon (Rang 1; 13. Mai 1966), der die Widersprüche des bürgerlichen Lebens aufgreift. Als Talmy erstmals 4 Takte von Sunny Afternoon hörte, war er sicher, dass es ein Nummer-eins-Hit werden würde. Mit Talmys Produktionsregie entwickelten die Kinks einen hohen Wiedererkennungswert durch den nasalen Gesang und die sozialkritisch-sarkastischen Texte von Ray Davies sowie einem satten, kompressionierten Sound. Die Kinks ließen 92 Songs von Talmy produzieren und kümmerten sich nach Talmys Weggang selbst um die Produktion ihrer Aufnahmen.

## The Who

Who – I Can’t Explain

Talmy erinnerte sich nach dem ersten Zusammentreffen an eine „laute, grobe und irre Gruppe.“ I Can’t Explain / Bald Headed Woman wurde wahrscheinlich zwischen dem 9. und 14. November 1964 im Pye-Studio innerhalb von 2 Stunden aufgenommen. Der am 15. Januar 1965 auf den Markt gebrachte Song hatte You Really Got Me zum musikalischen Vorbild, allerdings dominierte hier das Feedback der Gitarren, eingefangen von 3 atmosphärisch genutzten Mikrophonen. Talmy hatte als Toningenieur Glyn Johns eingesetzt, der später selbst ein wichtiger Produzent werden sollte. Pete Townshend spielt auf einer 12-saitigen Rickenbacker, die zweite Gitarre spielte Sideman Jimmy Page, Perry Ford begleitete am Piano, der Hintergrundgesang im Falsett-Stil kam von den Ivy League. Diesen Falsett-Gesang übten die Who intensiv, um ihn künftig selbst zu übernehmen. Mit 109.000 Exemplaren und einem Platz 8 hielt sich der Verkaufserfolg in Grenzen. Es folgte Anyway, Anyhow, Anywhere, das am 13. und 14. April 1965 in den IBC-Studios entstand. Begleitet wurden die Who von einem der berühmtesten Sessionpianisten der Zeit, Nicky Hopkins. Talmy platzierte die Mikrophone im Studio so, dass Feedback entstand. Die US-Decca-Verwaltung sandte das rückkopplungsbelastete Masterband zurück, weil sie die Aufnahme für fehlerhaft hielt. Nachdem geklärt war, dass es sich um absichtliches Feedback handelte, wurde der Titel am 21. Mai 1965 veröffentlicht und erreichte Rang 10 der Charts.
Die Mods-Hymne My Generation entstand am 13. Oktober 1965 erneut bei IBC. Die am 29. Oktober 1965 auf den Markt gebrachte Single verkörperte die mit Stottern symbolisierte Unsicherheit der jungen Generation, die von den Erwachsenen ständig niedergemacht wird. Der Titel erreichte Rang 3 der britischen und lediglich Rang 74 der US-Charts und war ebenfalls kein Verkaufserfolg. Für die Who produzierte Talmy lediglich 18 Titel, zurückzuführen auf einen Machtkampf mit Band-Manager Kit Lambert, der fürchtete, dass Talmy die völlige Kontrolle über die Band gewinnen könnte, und deshalb fortan die Produzentenrolle selbst übernahm. Am 4. März 1966 verklagte Talmy daraufhin die Who wegen Vertragsbruchs, um die Gruppe weiter produzieren zu können. Da er durch Lambert verdrängt wurde, sprach ihm das Gericht ersatzweise 5 % Tantiemen für alle Aufnahmen der nächsten 5 Jahre und das Eigentum an den Masterbändern zur am 3. Dezember 1965 herausgebrachten Who-LP My Generation zu, die erst im August 2002 neu abgemischt als „Deluxe Edition“ veröffentlicht wurde.

## Easybeats

Easybeats – Friday on my Mind

Die australische Beatband Easybeats kam am 14. Juli 1966 mit der Referenz von 4 vorausgegangenen australischen Tophits nach Großbritannien, um hier einige Platten aufzunehmen. An einem Tag im September 1966 entstanden in den Londoner Olympic Studios unter Studioregie von Talmy in 8 Stunden vier Aufnahmen, darunter Friday on My Mind / Made My Bed, Gonna Lie in It. Talmy entschied sich für Friday on My Mind mit den markanten verflochtenen Riffs zweier Gitarren, in nur einem Take fertiggestellt. Seine Idee war das kurze Schlagzeugsolo kurz vor Schluss, das den letzten Refrain einleitet. Diese beiden Titel wurden am 14. Oktober 1966 zusammen mit 63 weiteren konkurrierenden Singles als Single veröffentlicht. Friday on my Mind entwickelte sich durch das intensive Airplay der Piratensender zur vielgecoverten Hymne der Arbeiterklasse über die am Montag beginnende Vorfreude auf den letzten Arbeitstag am Freitag. In Großbritannien wurden hiervon 250.000 Platten umgesetzt und ein Platz 6 erreicht, weltweit wurde die Millionengrenze überschritten und im Mai 1967 die Goldene Schallplatte hierfür verliehen. Talmy produzierte 16 Titel für die Easybeats, verteilt auf 8 Singles, die den Anfangserfolg nicht mehr wiederholen konnten.

## Weitere Produktionen
Mit dem englischen Folk-Duo Chad & Jeremy und deren Titel A Summer Song konnte Talmy in den USA einen seiner überhaupt bestplatzierten Charterfolge erreichen (Rang 7; 31. Juli 1964). Mit den Fortunes produzierte er 6 Singles, deren große Hits wurden jedoch ab September 1964 von Noel Walker beaufsichtigt. Glyn Johns traf auf Talmy erstmals bei den Aufnahmen zu Once Upon a Time für die Untamed (März 1965). Talmy war Produzent von David Bowies zweiter Single I Pity the Fool (als The Manish Boys; 5. März 1965), es folgten You’ve Got a Habit of Leaving (als Davy Jones; 20. August 1965) und Can’t Help Thinking About Me (14. Januar 1966), die der Zeit weit voraus waren und sich nicht platzieren konnten. Sein erster großer Hit Space Oddity vom Juli 1969 wurde allerdings vom späteren Elton-John-Produzenten Gus Dudgeon überwacht.
Talmy gründete im Dezember 1965 sein eigenes kurzlebiges Plattenlabel Planet Records, dessen erfolgreichste Band The Creation im Oktober 1966 das von Talmy produzierte Painter Man herausbrachte. Bereits nach 1 Jahr wurde das Label nach Schwierigkeiten mit dem Vertriebslabel Philips wieder liquidiert. Für Creation war er 22 Mal tätig, angefangen bei Making Time (17. Juni 1966), größter Hit war Painter Man (Rang 36; Oktober 1966) mit ausgedehntem finalem Feedback und stark angelehnt an den Sound der Who. Nachdem Manfred Mann zu Fontana Records gewechselt waren, produzierte er ab Just Like a Woman (Rang 10; 28. Juli 1966) 6 kommerziell erfolgreiche Singles bis My Name is Jack (7. Juni 1968). Die beste Hitparadennotiz konnte hiervon die Bob-Dylan-Komposition Mighty Quinn (Rang 1; aufgenommen am 2. November 1967) erreichen; es handelte sich erst um die vierte Topnotiz für Talmy, weltweit über 2 Millionen Mal umgesetzt. Für Amen Corner beaufsichtigte er If Paradise is Half as Nice, das am 17. Januar 1969 auf den Markt kam und gleichfalls den ersten Rang der britischen Hitparade belegte.
Seit Mai 1968 arbeitete er als Produzent für die Folk-Rock-Formation Pentangle, eine Gruppe, die akustische Musik bevorzugte und dabei mittelalterliche Klänge mit Rock- und Jazzelementen verband. Erste Single war Travellin’ Song (Mai 1968), dann Once I Had a Sweetheart (Mai 1969). Drei LPs und die Singles wurden von ihm bis 1970 für Pentangle produziert, insgesamt 40 Titel.

## Die 1970er Jahre und danach
Talmy fungierte als musikalischer Leiter beim oscargekrönten Western-Klassiker Butch Cassidy and the Sundance Kid, der am 24. September 1969 US-Premiere hatte (deutscher Titel: Zwei Banditen). Es folgte die Filmmusik zum Horror-Streifen Scream and Scream Again (Die lebenden Leichen des Dr. Mabuse), der im Januar 1970 in die Kinos kam. Zwischen dem 26. März und 4. April 1974 produzierte er das wichtigste Album der Sensational Alex Harvey Band in den Londoner Advision Studios (The Impossible Dream); die Band nahm jedoch die Songs mit David Batchelor neu auf, weil sie einen zu weichen Sound aufwiesen. Talmy nahm die Bänder mit nach Los Angeles, erst am 6. Oktober 2008 wurden die Original-Masters veröffentlicht (Hot City – The 1974 unreleased Album). Das Album Poetry in Lotion für Fumble entstand im Dezember 1974, Talmy erhielt hierfür jedoch Kritik in der Fachpresse. Am 19. Mai 1977 produzierte er die Single Stretcher Case Baby / Sick of Being Sick für Damned (3. Juli 1977), etwas distanzierter zum gewohnten Punksound der Gruppe. Die insgesamt nur 5000 Platten umfassende Auflage wurde kostenlos während des Auftritts im Londoner Marquee Club zwischen dem 3. und 6. Juli 1977 verteilt.
Talmy kehrte nach 17 Jahren Aufenthalt in Großbritannien 1979 in die USA zurück, als sich die von ihm ungeliebte Punkwelle weiter ausbreitete. Nach langer Abwesenheit tauchte er für die Glam-Rock-Band Nancy Boy bei deren gleichnamigen Debüt-LP im Mai 1996 als Produzent wieder auf. Im Februar 1997 stand er für die Interpreters bei deren LP Back in the U.S.S.A. wieder im Tonstudio.

## Leistung
Insgesamt produzierte Talmy etwa 300 Aufnahmen. Für ihn bedeutete die Musikproduktion eine „höchstpersönliche Arbeit. Wird derselbe Song für dieselben Interpreten von sechs verschiedenen Produzenten aufgenommen, führt dies zu sechs verschiedenen Resultaten.“ Er verstand die Musikproduktion als Symbiose zwischen Interpret und Produzent. Talmy benutzte alleine für das Schlagzeug 12 Mikrofone – 4 waren in jener Zeit üblich. Sie wurden nah an die Verstärker positioniert („close-miking“), wodurch ein komprimierter Sound entstand. Von der 3-spurigen Ampex-Tonbandmaschine wurden zwei Spuren für die Instrumente und die dritte gewöhnlich für den Vokalteil genutzt. Er teilte den Eingang vom Gitarrenmikrophon auf zwei Kanäle auf, wovon einer stark komprimiert wurde und der andere nicht. Beide wurden ausbalanciert, um keine Phasenverschiebung zu verursachen. Gitarrenriffs bildeten den Fokus vieler Aufnahmen. Die Rolle des Musikproduzenten der 1990er Jahre ist Talmy zufolge ziemlich dieselbe geblieben wie in den 1960er Jahren; es ging und geht darum, „die Leistungen des Interpreten in den bestmöglichen Rahmen zu verpacken.“